# Arthur og Maltazars hævn
Arthur og Maltazars hævn er en fransk film fra 2009, som er en blanding af spillefilm og animation co-skrevet, co-produceret og instrueret af Luc Besson, baseret på hans roman af samme titel og er stjernespækket af Freddie Highmore og Mia Farrow. EuropaCorp producerede filmen, som er det andet i Bessons Arthur-serie, efter Arthur og Minimoyserne.

## Plot
I 1963 bliver hovedperson Arthur hos sine bedsteforældre i ferien, hvorunder Bogo Matassalai (en fiktiv afrikansk samfund) tildele Arthur en række tests, herunder camouflage og miljømæssig anti-vold. Efter at have bestået disse tests, forbereder Arthur sig på at se Minimoyserne, indtil hans far beslutter sig for at tage ham og hans mor tilbage til storbyen. En edderkop giver Arthur et riskorn, som indeholder en nød-opkald, som han mener er kommet fra Minimoyserne; hvorefter Arthur vender tilbage til sine bedsteforældres hus, hvor Bogo Matassalai forsøger på at give ham Minimoysernes statur gennem et teleskop, hvilket mislykkes, og de i wrapper ham i stedet ind i vinstokke af stigende tæthed, indtil han falder i en dråbe saft i Minimoysernes Max bar.
Undervejs for at undersøge Minimoysernes tilstand, finder Betameche dem til Arthur og Max' redning, som leder Arthur til kongen, for at finde ud af at Selenia ejes af Maltazard, der er vil invadere den menneskelige verden ved at øge hans egen størrelse. Teleskopet selv bliver ødelagt i processen,  hvilket efterlader Arthur fanget i hans Minimoysernes størrelse.

## Rollebesætning
- Freddie Highmore som Arthur
- Mia Farrow som Daisy
- Ronald Leroy Crawford som Archibald
- Robert Stanton som Armand
- Penelope Ann Balfour som Rose
- Jean Betote Njamba som Bogo Chef
- Bogo'er:
  - Valery Koko Kingue
  - Abdou Djire
  - Bienvenu Kindoki
  - Laurent Mendy
  - Ibrahima Traore
  - Aba Koita
- David Gasman som Mechanic
- Alan Fairbanks som Pump Attendant

### Stemmer
- Freddie Highmore som Arthur
- Selena Gomez som Selenia. Gomez erstatter Madonna, der lagde stemme til figuren i originaludgaven.
- Lou Reed som Maltazard. Reed erstatter David Bowie, der lagde stemme til figuren i originaludgaven.
- Douglas Rand som Betameche/Clerk
- Snoop Dogg som Max
- will.i.am som Snow
- Fergie som Replay
- David Gasman som Konge/Bogo Chef
- Leslie Clack som Ferryman
- Alan Wenger som Mono Cyclop/DaVinci
- Barbara Weber Scaff som Miss Perlanapple
- Jerry di Giacomo som Proscuitto/Guard
- Paul Bandey som Miro/Unicorn Chief